# Nedre Eiker
Nedre Eiker este o comună din provincia Buskerud, Norvegia.